# West Buffalo Hill
Ne doit pas être confondu avec Buffalo Hill.
West Buffalo Hill, ou Wong Ngau Shan, est une colline de Hong Kong située dans la partie orientale des Nouveaux Territoires dans les districts de Sha Tin et de Sai Kung, et dont le sommet se trouve à l'est de Siu Lek Yuen, à l'ouest du district de Sai Kung et à l'ouest de Buffalo Hill. Culminant à une altitude de 604 mètres, la colline se trouve sur le territoire du parc rural de Ma On Shan, et la section no 4 du sentier MacLehose passe par son flanc sud.